# Armando Lozano
Armando Lozano Sánchez (ur. 16 grudnia 1984 w Motril) – hiszpański piłkarz występujący na pozycji obrońcy w Elche CF.